# Grenzübergang Hangendenstein

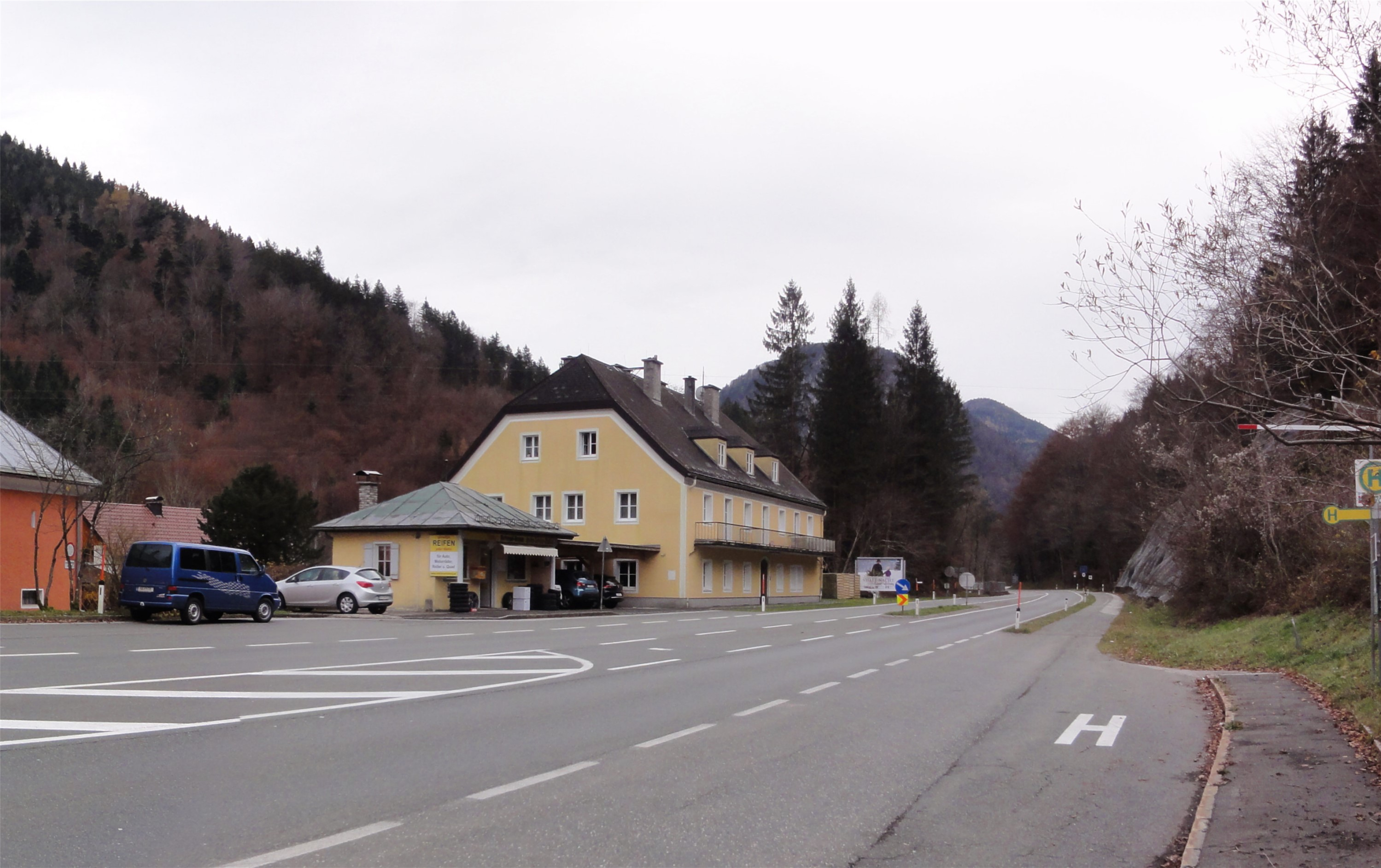
Ehemaliges österreichisches Zollamt bzw. Grenzstelle am Hangendensteinpass im Ortsteil Hangendenstein von Grödig an der Berchtesgadener Straße (B 106) in Richtung Berchtesgadener Land

Der Grenzübergang Hangendenstein ist ein deutsch-österreichischer Grenzübergang am Hangendensteinpass. Dieser Talpass liegt zwischen den Ausläufern des Kienbergkopfs als Teil des Untersbergstocks und dem Göllmassiv, durch den die Berchtesgadener Ache bzw. auf österreichischer Seite die Königsseeache fließt.
Straßenverbindungen zum Grenzübergang sind auf deutscher Seite die Bundesstraße 305, die zuletzt die Gemeinde Marktschellenberg bzw. den Schellenberger Forst durchquert, um dann nach Übertritt der Grenze auf österreichischer Seite als Berchtesgadener Straße (B 106) durch den Ortsteil Hangendenstein der Gemeinde Grödig zu führen und nach insgesamt 3 Kilometer in die Anschlussstelle Salzburg Süd der Tauern Autobahn (A 10) zu münden.

## Geschichte

### Passturm / Zollämter
Unweit des Hangendensteinpasses wurde bereits 1193/94 der Schellenberger Turm (etwa zeitgleich wie die Befestigungsanlage in Hallthurm) als Passturm zur Sicherung der Kernlande des Klosterstifts Berchtesgaden erbaut, aber erst nach einem Neubau 1252 im Jahr 1258 auch urkundlich erwähnt. Anlass für seine Errichtung waren u. a. die Angriffe der Edlen von Guethrat als Ministerialen der Salzburger Erzbischöfe und deren Interesse an den Salzlieferungen aus Schellenberg. 1677, als das Klosterstift zur Fürstpropstei Berchtesgaden erhoben war und bereits seit über 100 Jahren das Berchtesgadener Land eigenständig beherrschte, wurde die Befestigung ausgebaut und um einen als Mauthaus genutzten Torbau erweitert. Nach der Säkularisation (1803) und kurzfristig mehreren Herrschaftswechseln wurde das Berchtesgadener Land 1810 dem Königreich Bayern einverleibt. Vermutlich ab 1816 bis 1823 war nun eine königlich bayerische Grenzbesatzung im Turm stationiert. Danach wurde der Turm aufgegeben, und die Grenzbesatzung zog in ein unweit von ihm neu errichtetes Zollamt um. Das alte Mauthaus störte den zunehmenden Fuhrwerkverkehr und wurde 1841 abgebrochen sowie drei Jahre später die zuvor schwer zugängliche Passhöhe abgetragen und die Straße tiefer gelegt. Während der Zeit des Nationalsozialismus bezog der deutsche Zoll 1937 einen Neubau, der bis 1953 genutzt wurde und siehe Abbildung heute noch steht. Nach dem Zweiten Weltkrieg wurde 1953 das neu angelegte Inselzollamt Schellenberg eröffnet.

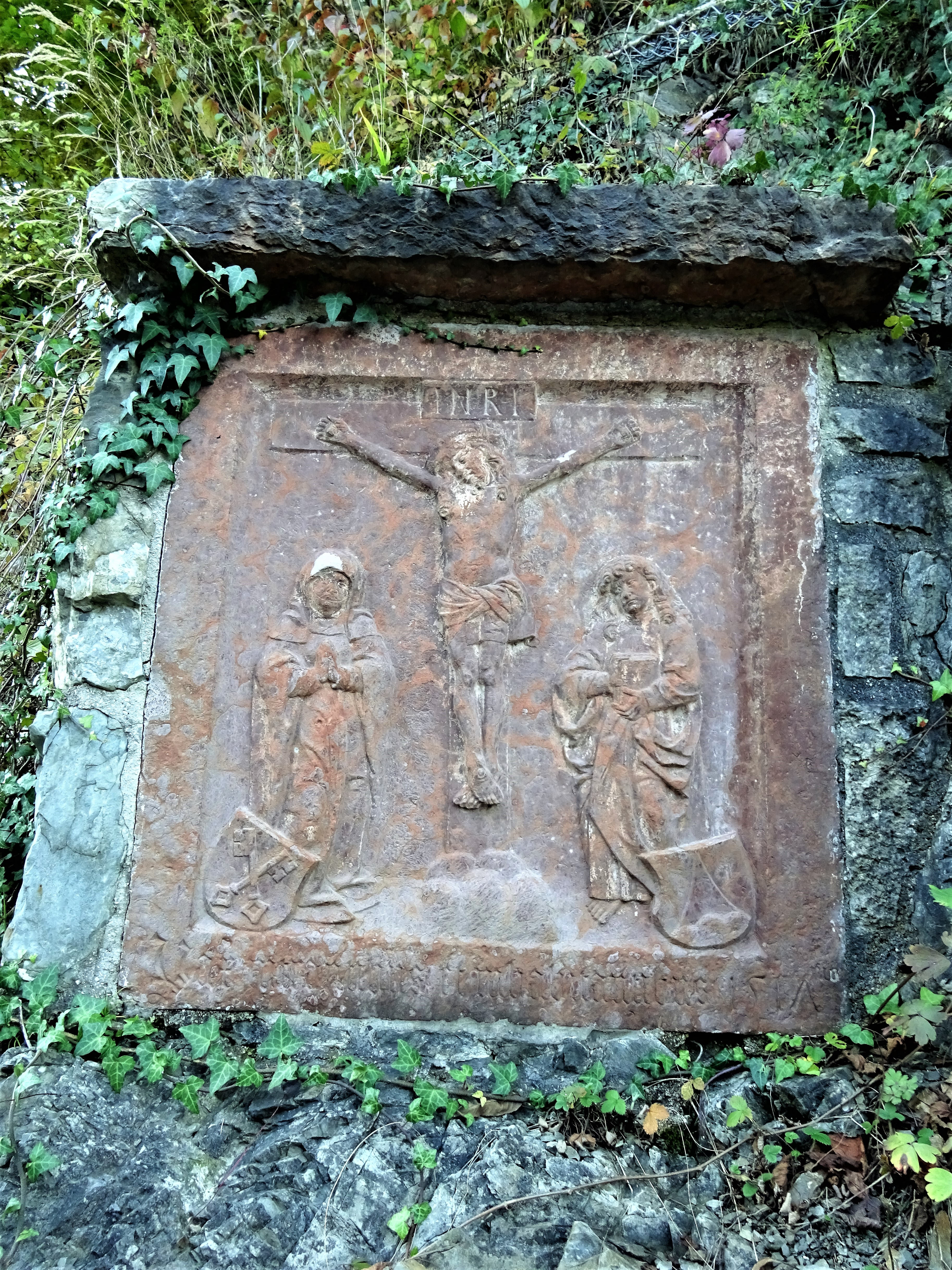
Ehemalige Grenztafel am Hangendensteinpass. Kreuzigungsgruppe, Berchtesgadener Stiftswappen (links), Wappen von Propst Gregor Rainer (rechts). Inschrift: „Pax intrantibus et inhabitantibus 1517“ (Friede den Eintretenden und den Bewohnern 1517)
Johann Faistenauer (1577/78–1643): Das Landt und Fürstliche Stifft Berchtolsgaden (1626) Kartenausschnitt: Rote Linie =  Grenzverlauf  Fürstpropstei Berchtesgaden – Fürsterzbistum Salzburg, li. u. der „Hanget Stain“, Bildmitte rechts der „thurn“
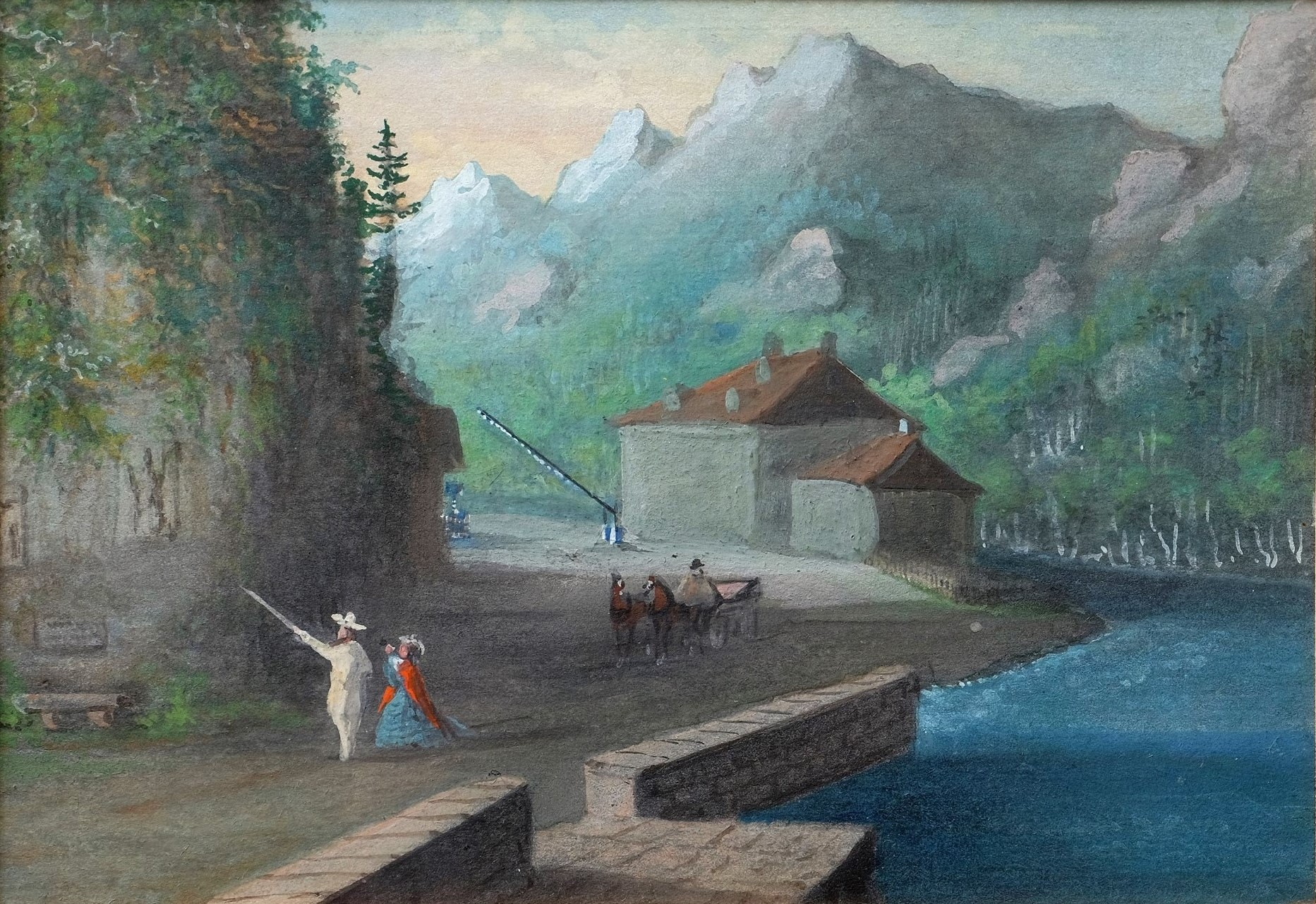
Hermann Reindel (1807–1888): Hangender Stein, re. dahinter die k.k. Mautstation (Aquarell vor 1851)
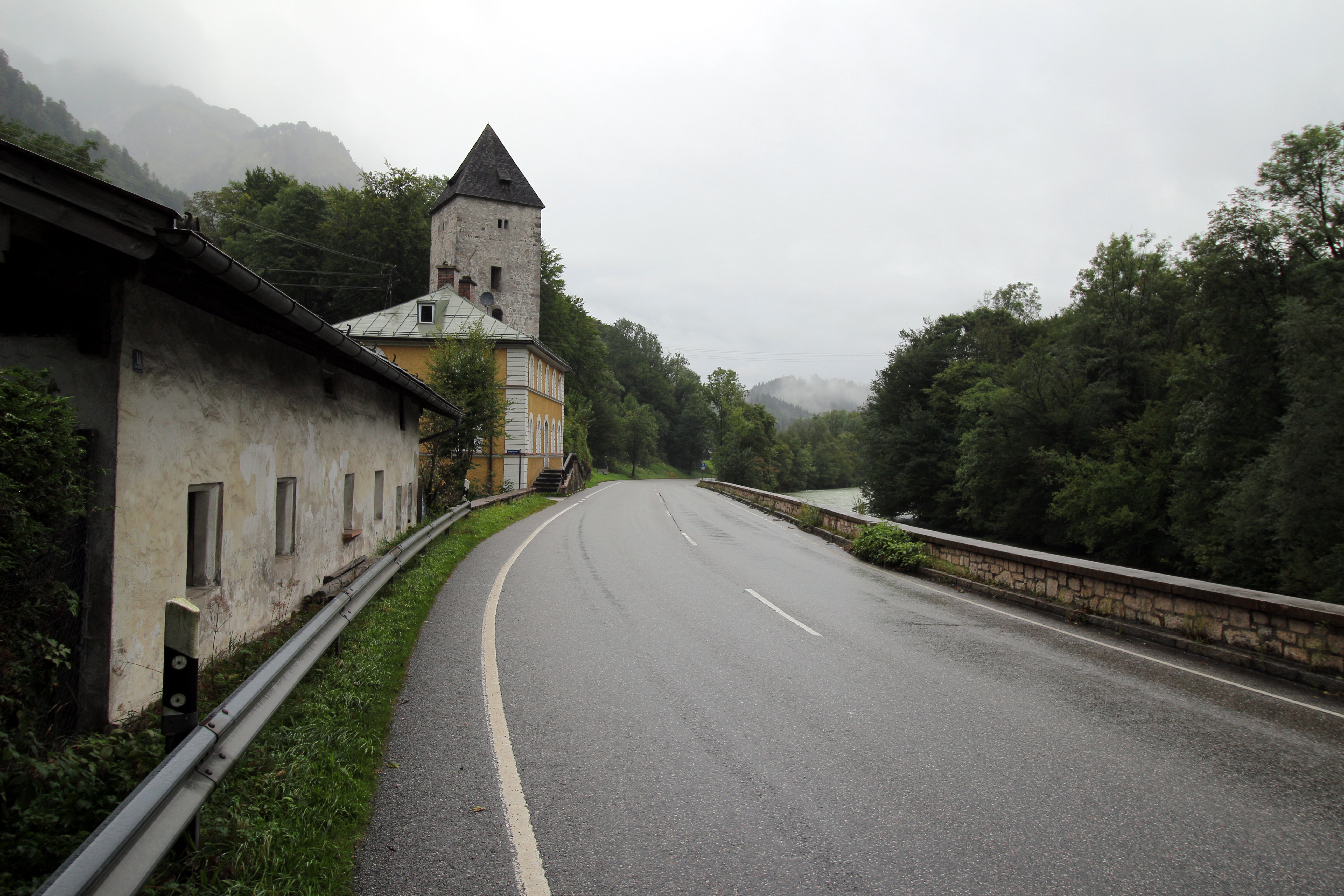
Schellenberger Turm mit ehem. Zollhaus (1937–1953) an der B 305 Richtung Salzburg. Rechts die Berchtesgadener Ache

Auf österreichischer Seite nahm am 1. Juni 1816 die „k.k. Mauthstation Hangendenstein“ ihren Dienst auf, dessen ehemalig österreichisches Zollhaus 120 Meter nach wie vor nordöstlich des Grenzübergangs in der Wehrstraße 2 steht. Nach dem Zweiten Weltkrieg wurde für das Zollamt Hangendenstein etwas versetzt ein neues Zollgebäude errichtet, dessen Frontseite an der Berchtesgadener Straße liegt. Die Wehrstraße bildet einen Rest des ursprünglichen Straßenverlaufs vor dem Abtragen des Eisenbahntunnels, der durch den Felsvorsprung des Hangenden Steins getrieben worden war.

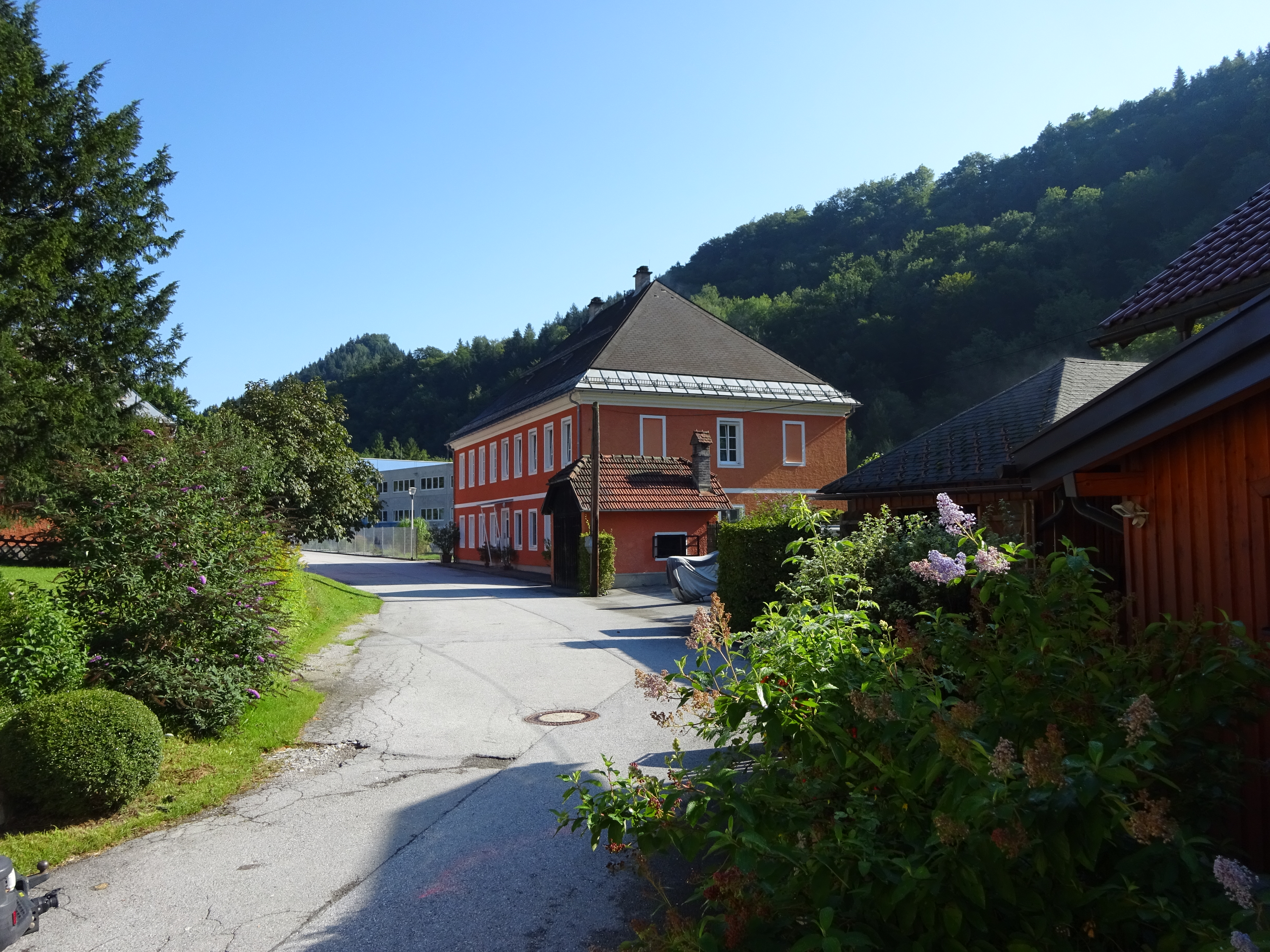
Ehemals k.k. österreichisches Zollgebäude mit Rest der alten Straße (Wehrstraße 2), Richtung Salzburg
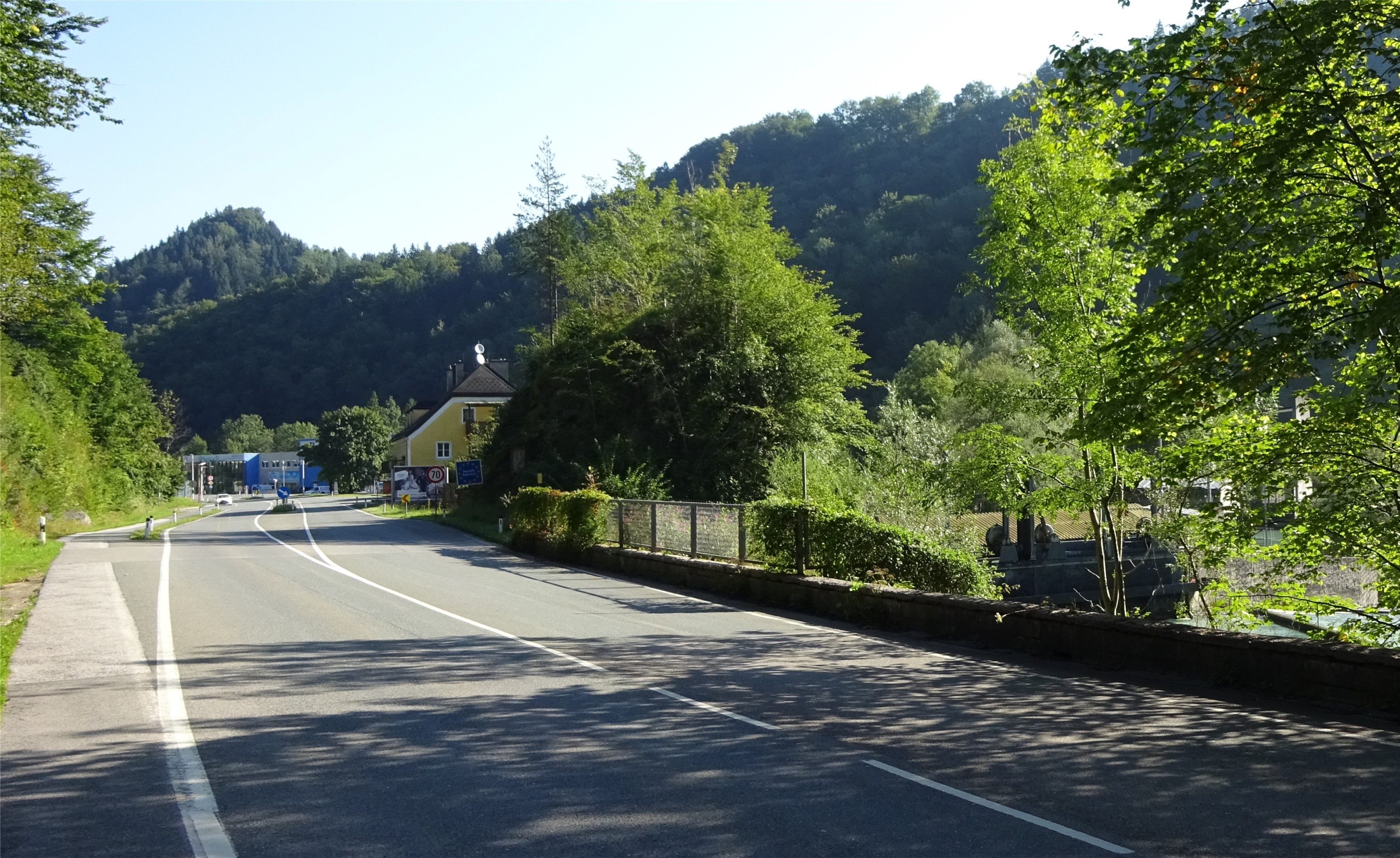
Felsenrest Hangender Stein s. Bildmitte vor ehemaligem österreichischem Zollhaus; rechts davon hinter den Blättern das Wehr des Almkanals; Blick in Richtung Salzburg

### Eisenbahnverbindung

Eisenbahntunnel durch den Hangenden Stein Richtung Salzburg vor Elektrifizierung der Strecke (ca. 1907), re. davon ursprünglicher Straßenverlauf sowie ein Wehr des Almkanals

Zwischen 1907 und 1938 gab es am Grenzübergang Hangendenstein auch einen Bahnhof für erst dampf-, ab 1908 elektrisch betriebene Lokalbahnen auf den Bahnstrecken Berchtesgaden–Hangender Stein und Salzburg–Hangender Stein, für die durch den Felsvorsprung des Hangenden Steins ein Tunnel angelegt worden war. Dieser Tunnel wurde 1939 für einen noch geplanten zweigleisigen Ausbau abgebrochen, wovon während des Zweiten Weltkriegs jedoch Abstand genommen wurde. Stattdessen nutzte man die freigewordene Fläche für den Bau der heutigen Straßentrasse.  Vom Hangenden Stein verblieb seither nur noch ein Rest direkt neben dem hinweisenden Europaschild auf die Republik Österreich.

### Schengen-Abkommen
Mit dem Schengen-Abkommen wurden ab 1. Dezember 1997 die Grenzkontrollen an diesem Grenzübergang eingestellt.
Auch während des ersten Lockdowns im März 2020 wegen der COVID-19-Pandemie blieb dieser Grenzübergang im Gegensatz zu anderen kleineren Grenzübergängen noch für den Pendler- und Lieferverkehr geöffnet.